# Вільянуева-де-лас-Крусес
Вільянуева-де-лас-Крусес (ісп. Villanueva de las Cruces) — муніципалітет в Іспанії, у складі автономної спільноти Андалусія, у провінції Уельва. Населення — 413 осіб (2010).
Муніципалітет розташований на відстані близько 420 км на південний захід від Мадрида, 40 км на північ від Уельви.

## Демографія
Динаміка населення (INE ):